# Sarazanmai
Sarazanmai (さらざんまい?, Sarazanmai) è una serie televisiva anime del 2019, prodotta da MAPPA e diretta da Nobuyuki Takeuchi e Kunihiko Ikuhara.

## Trama
Dopo aver rotto accidentalmente una statua di un kappa che funge da dio guardiano del distretto di Asakusa, tre studenti delle scuole medie, Kazuki, Toi ed Enta, vengono trasformati in kappa da Keppi, il principe del regno di Kappa. Si ritrovano a dover sconfiggere alcuni zombi pronunciando la frase "Sarazanmai", che può essere prodotta solo quando i tre sono uniti. Ogni volta che viene emesso l'urlo, viene rivelato uno dei segreti dei ragazzi.

## Distribuzione
La serie ha debuttato in Giappone l'11 aprile 2019, mentre e l'ultimo episodio è stato trasmesso il 20 giugno 2019.